# Colchicum eichleri
Colchicum eichleri är en tidlöseväxtart som först beskrevs av Eduard August von Regel, och fick sitt nu gällande namn av Karin Persson. Colchicum eichleri ingår i släktet tidlösor, och familjen tidlöseväxter. Inga underarter finns listade i Catalogue of Life.